# السوق المحتملة للتنافس
السوق المحتملة للتنافس (بالإنجليزية: Contestable market)‏ هي السوق التي يضمن فيها احتمال دخول المنافس تنافس الأسعار، حتى لو كانت شركة أو بضع شركات مسيطرة في السوق. الأسواق المتنافس عليها بشكل كامل غير ممكنه في الحياة الواقعية، في حين يتم الحديث، عن درجة التنافس في السوق. كلما كان السوق أكثر قابلية للتنافس، كلما كان التنافس في السوق شديدًا. ويعتقد بعض الاقتصاديين بأن تحديد السعر والناتج لا يعتمد في الواقع على نوع هيكل السوق (سواء كان احتكارًا أو سوقًا تنافسيًا تمامًا) ولكن على خطر المنافسة.

## الجانب النظري

### يعرف السوق الذي يمكن التنافس عليه تمامًا على ثلاث ميزات رئيسية
- لاتوجد عوائق دخول أو عوائق خروج من السوق
- لاتوجد تكلفة غارقة
- الوصول إلى نفس مستوى التكنلوجيا (بالنسبة الشركات القائمة والوافدين الجدد)

على سبيل المثال، الاحتكار المحمي بواسطة حواجز عالية للدخول (على سبيل المثال، من يمتلك جميع الموارد الاستراتيجية) سيحقق أرباحًا غير عادية أو غير طبيعية دون خوف من المنافسة. ومع ذلك، في نفس الحالة، إذا لم تمتلك الموارد الاستراتيجية للإنتاج، يمكن للشركات الأخرى دخول السوق بسهولة، مما سيؤدي إلى منافسة أعلى وبالتالي انخفاض الأسعار. وهذا من شأنه أن يجعل التنافس في السوق شديدًا.
اما بالنسبة لتكاليف الغرق هي التكاليف التي لا يمكن استردادها بعد إغلاق الشركة.
على سبيل المثال، إذا دخلت شركة جديدة في إنتاج الفولاذ، سيحتاج المشارك إلى شراء آلات جديدة. وإذا لم تتمكن الشركة الجديدة، لأي سبب من الأسباب، من مواجهة منافسة الشركات القائمة، فستخطط للخروج من السوق.
ومع ذلك، إذا لم تتمكن الشركة الجديدة من استخدام أو نقل الآلات الجديدة التي اشترتها لإنتاج الفولاذ إلى استخدامات أخرى في صناعة أخرى، فإن التكاليف الثابتة على الآلات تصبح تكاليف غارقة، لذا إذا كانت هناك تكاليف غارقة في السوق، فإنها تعوق أول افتراض عدم وجود حواجز خروج. لن تكون تلك السوق محل تنافس بين الشركات، ولن تدخل أي شركات أخرى في صناعة الصلب.
من المهم جدًا للشركات، الوصول إلى نفس المستوى التكنولوجي، الذي يساعد على تحديد متوسط تكلفة المنتج. يمكن للشركة القائمة التي لديها المزيد من المعرفة والوصول إلى تكنولوجيا، لإنتاج سلعة أن تتمتع باقتصاديات بحجم أعلى في شكل متوسط تكلفة إنتاج أقل. الشركة الجديدة التي تدخل السوق، مع عدم كفاية المعلومات أو التكنولوجيا، يمكن أن تتحمل متوسط تكلفة إنتاج أعلى وبالتالي تكون غير قادرة على المنافسة مع الشركة القائمة. وهذا من شأنه أن يؤدي إلى تمتع الشركة القائمة بالسلطة الاحتكارية والأرباح غير العادية في السوق، حيث ستخرج الشركة الجديدة من السوق. يمكن أن يكون الحل للمشكلة هو توفير الحكومات المساواة في الوصول إلى المعرفة والتكنولوجيا، وكذلك الموارد المالية لذلك.
ميزاته الأساسية المستقبلية هي حواجز منخفضة للدخول والخروج؛ من الناحية النظرية، لن يكون للسوق المتنافس عليه أي عوائق للدخول أو الخروج ("frictionless reversible entry" حسب شروط الاقتصادي وليام بروك). تتميز الأسواق المتنافسة بمنافسة «الضرب والهروب»؛ إذا رفعت شركة ما في سوق قابلة لرفع أسعارها للبدء في تحقيق أرباح زائدة، فإن المنافسين المحتملين سيدخلون السوق، على أمل استغلال السعر المرتفع لتحقيق ربح سهل. عندما تستجيب الشركة (الشركات) الحالية، عن طريق إعادة الأسعار إلى مستويات تتوافق مع الأرباح العادية، ستخرج الشركات الجديدة. وبسبب ذلك، يمكن حتى للسوق الواحدة أن تظهر سلوكًا تنافسيًا للغاية.

## الجانب العملي
تم استخدام نظرية الأسواق المتنافس عليها للدفاع عن تطبيق أضعف قوانين مكافحة الإحتكار، لأن مراقبة السوق الاحتكارية ببساطة قد لا تثبت أن الشركة تستغل قوتها السوقية للسيطرة على مستوى الأسعار. جادل بومول نفسه بناءً على نظرية إلغاء القيود في صناعات معينة ولمزيد من التنظيم في مجالات أخرى.
ومع ذلك، يمكن التشكيك في قابلية تطبيق النظرية على مواقف العالم الحقيقي، خاصة مع وجود عدد قليل جدًا من الأسواق الخالية تمامًا من تكاليف الغرق وحواجز الدخول والخروج.
لا تزال شركات الطيران منخفضة التكلفة مثالًا مرجعيًا شائعًا على السوق المتنازع عليها؛ لدى المشتركين إمكانية تأجير الطائرات ويجب أن يكونوا قادرين على الاستجابة لأرباح عالية من خلال الدخول والخروج بسرعة.ومع ذلك، فمن المسلم به الآن بشكل عام أن حكم باومول بأن أفضل طريقة لتحرير صناعة الطيران في الولايات المتحدة كان غير صحيح حيث أن الصناعة المحررة على النحو الواجب "في طريقها" للتطور إلى احتكار قلة مركزة. بشكل أعم، تشير الأدلة التجريبية التي تم جمعها منذ نشر ورقة Baumol إلى أن الأسواق التنافسية تمامًا، إذا كانت موجودة، ستتصرف بالطريقة التي أوضحها Baumol، ولكن أداء الأسواق المتنافسة بشكل غير كامل (أي أسواق العالم الحقيقي) يعتمد على من المنافسة المحتملة "ربما يرجع ذلك جزئيًا إلى مجموعة" الاستجابات الاستراتيجية "المتاحة لشاغليها الذين لم يعتبرهم بومول جزءًا من نظريته.